# Костюк, Денис Валентинович
Дени́с Валенти́нович Костю́к (род. 13 марта 1982, Первома́йск, Николаевская область) — украинский шоссейный велогонщик, выступает на профессиональном уровне начиная с 2004 года. Чемпион Украины в шоссейной групповой дисциплине, участник гранд-туров «Джиро д’Италия», «Тур де Франс» и «Вуэльта Испании», участник летних Олимпийских игр в Пекине и в Рио Де Жанейро, победитель и призёр многих стартов национального и международного значения. Мастер спорта Украины международного класса.

## Биография
Денис Костюк родился 13 марта 1982 года в городе Первомайске Николаевской области. Активно заниматься велоспортом начал в раннем детстве, первое время проходил подготовку под руководством тренера Игоря Борисенко, позже тренировался у таких специалистов как Николай Мырза и Виктор Титаренко.
Первого серьёзного успеха на международном уровне добился в 2003 году, когда, представляя итальянскую команду Zoccorinese Palazzago, одержал победу в генеральной классификации андерской многодневки «Гран Премио Палио дель Ресиото» и стал вторым на «Джиро делле Региони». Год спустя подписал контракт с профессиональной континентальной командой Chocolade Jacques-Wincor, занял третье место на шоссейном чемпионате Украины и полностью проехал гранд-тур «Джиро д’Италия», где показал 60-й результат в итоговой классификации. В 2005 году представлял бельгийскую команду Jartazi Granville, отметился вторым местом на стартовом этапе «Тур де л'Авенир».
В 2006 и 2007 годах Костюк выступал в польской команде Action-Uniqa, в этот период он выиграл пятый этап «Тура Балтик-Крконоше», третий этап «Тура озера Цинхай», получил бронзу на украинском национальном первенстве и победил на гонке-критериуме. Сезон 2008 года провёл в донецкой континентальной команде ISD-Sport Donetsk: одержал победу на «Гран-при Донецка», стал лучшим на втором этапе «Флеш дю Сюд» в Нидерландах, финишировал третьим на четвёртом этапе «Гран-при Сочи». Благодаря череде удачных выступлений удостоился права защищать честь страны на летних Олимпийских играх в Пекине — в индивидуальной групповой гонке показал 76-й результат, тогда как в гонке с раздельным стартом стал 36-м.
В период 2009—2010 годов Денис Костюк состоял в итальянской команде ISD-Neri. Он принимал участие в гонках первой и высшей категорий, в том числе «Тур Польши», «Тур Лангкави», «Вуэльта Кастилии и Леона», «Вуэльта Португалии», хотя каких-то особо значимых достижений там не добился. В 2011 году в составе итальянской Lampre-ISD полностью проехал престижнейшую супермногодневку «Тур де Франс», ещё через год с той же командой посетил другой гранд-тур, «Вуэльту Испании», где занял в генеральной классификации 53-е место.
Начиная с 2013 года Костюк представлял украинскую континентальную команду Kolss. С ней он дважды подряд выигрывал гонку Race Horizon Park (2013, 2014), становился чемпионом Украины в шоссейной групповой дисциплине. Среди прочих результатов в этот период: третье место на четвёртом этапе «Тура Болгарии», вторая позиция в генеральной классификации «Пяти колец Москвы», седьмой результат на «Мемориале Олега Дьяченко», серебряная медаль на «Кубке мэра» в Москве.
Имеет высшее образование, окончил Донецкий институт здоровья, физического воспитания и спорта. За выдающиеся спортивные достижения удостоен почётного звания «Мастер спорта Украины международного класса». Женат на известной украинской легкоатлетке Ольге Саладухе, есть дочь Диана.